# Awtozawod Sankt-Peterburg

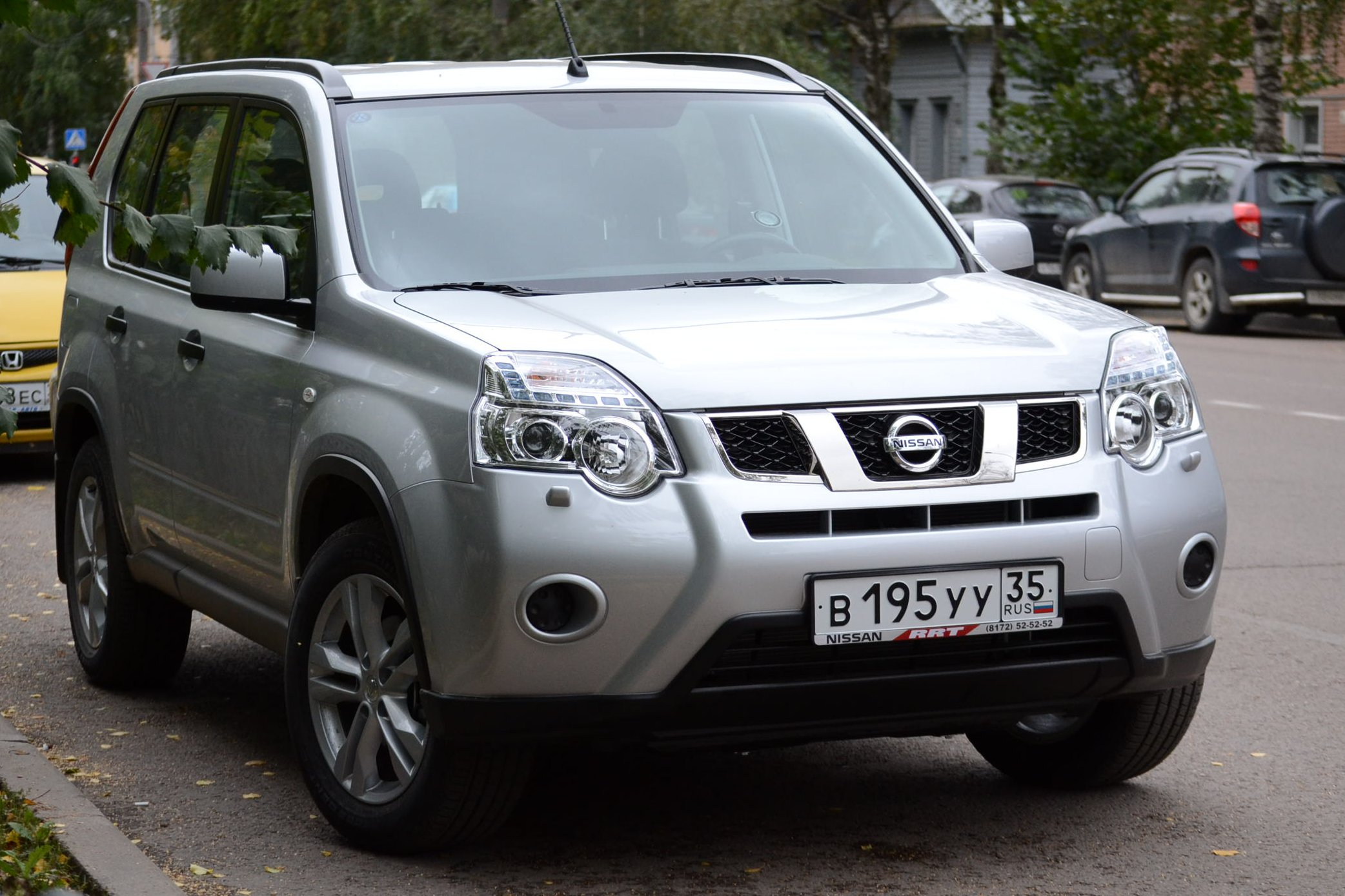
Nissan X-Trail (2012)

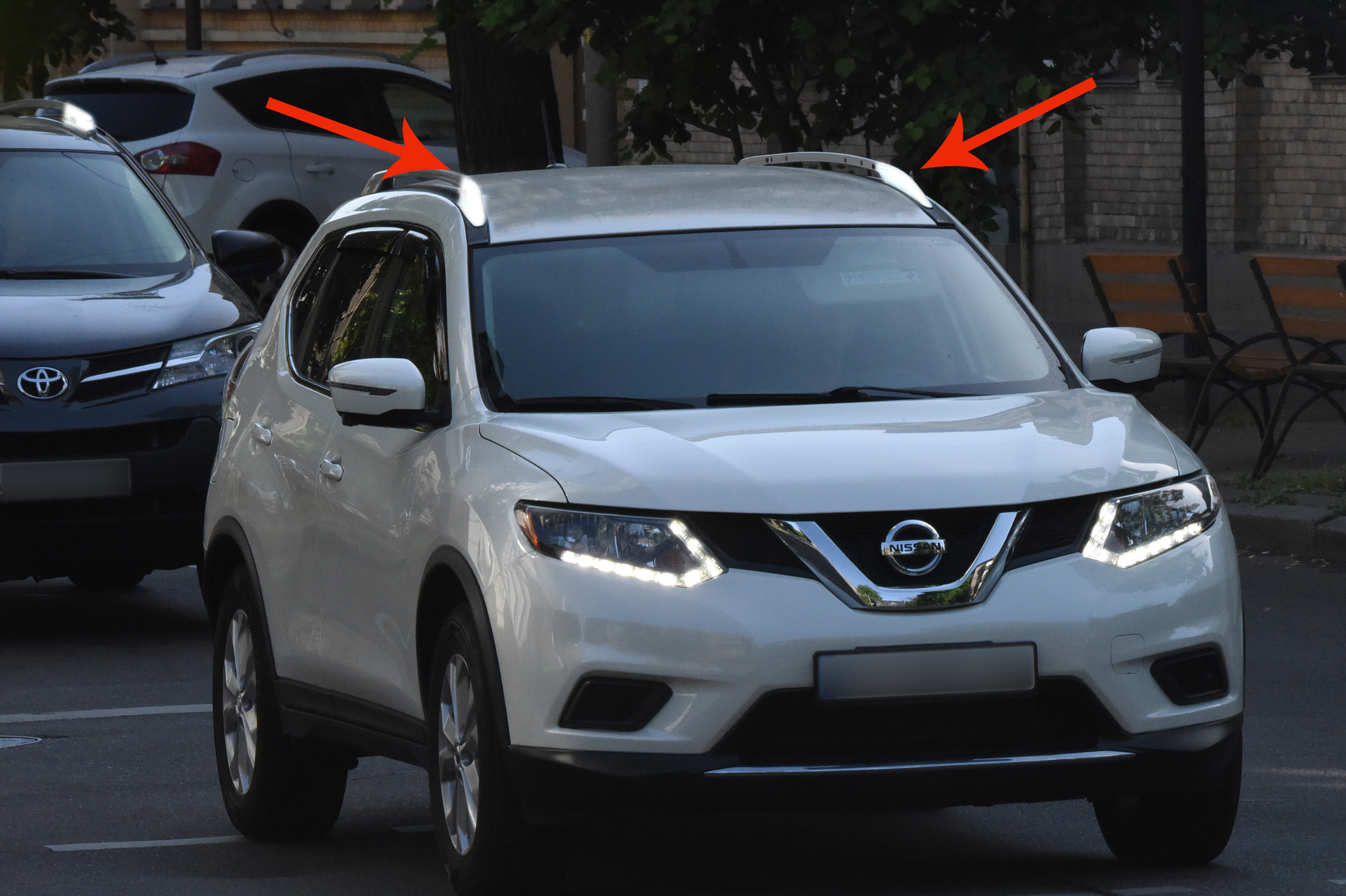
Nissan X-Trail (2020)

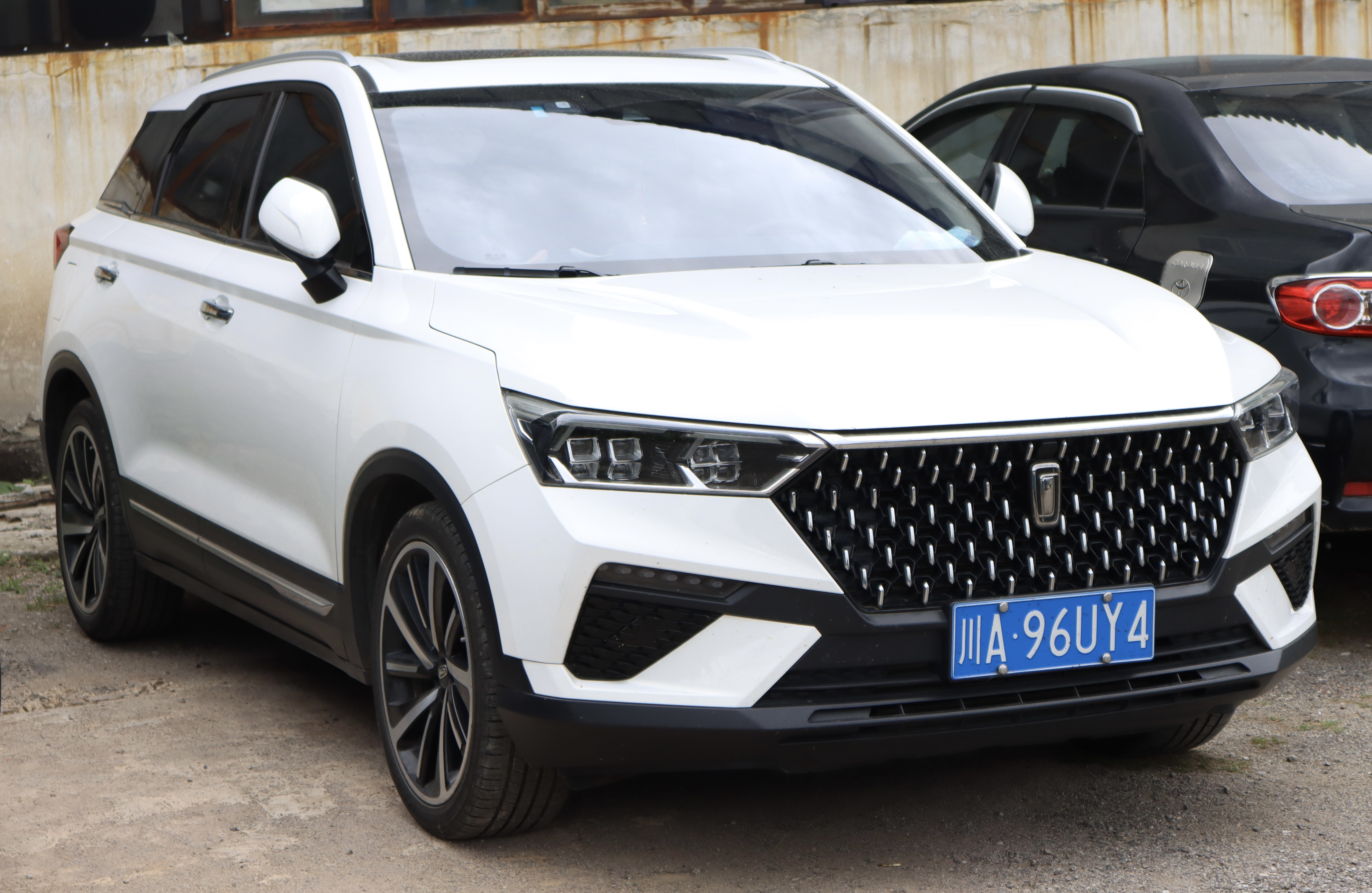
Łada X-Cross 5 (2023)

Awtozawod Sankt-Peterburg (ros. Автозавод Санкт-Петербур) – rosyjski producent samochodów osobowych, z siedzibą w Petersburgu, działający od 2006 roku. Należy do rosyjskiego koncernu motoryzacyjnego AwtoWAZ i oferuje samochody pod marką Xcite.

## Historia

### Nissan Manufacturing Rus
W kwietniu 2006 roku japoński koncern Nissan ogłosił rozpoczęcie budowy nowego zakładu produkcyjnego w Petersburgu, mogącego rocznie budować do 20 tysięcy samochodów głównie z myślą o perspektywicznym wówczas rosyjskim rynku. Dwa miesiące później powstała spółka Nissan Manufacturing Rus, a fabryka rozpoczęła działalność w czerwcu 2009 roku. Pierwszym samochodem wytwarzanym w Petersburgu został średniej wielkości SUV Nissan X-Trail, a rok później portfolio produkowanych modeli poszerzono o większy model Murano. W 2014 roku dotychczas wytwarzaną generację X-Traila zastąpiło kolejne wcielenie, a w kolejnym 2015 roku trzecim pojazdem produkowanym przez Nissana w petersburskiej fabryce została kolejna generacja kompaktowego crossovera Qashqai.
Rosyjska fabryka Nissana pozostawała w dotychczasowej formie działalności do marca 2022 roku, kiedy to w następstwie sankcji nałożonych na rosyjską gospodarkę po inwazji na Ukrainę doszło do zamrożenia operacji zarówno europejskich, jak i koreańskich i japońskich firm. W listopadzie 2022 Nissan zdecydował się całkowicie wycofać z Rosji, odsprzedając zakłady Nissan Manufacturing Rus rosyjskiemu instytowi NAMI.

### Łada i Xcite
Trzy miesiące po przejęciu dawnych zakładów Nissana przez rosyjski instytut NAMI doszło do kolejnego transferu pakietu własnościowego. 99% akcji zdecydowano się odsprzedać rodzimemu koncernowi motoryzayjnemu AwtoWAZ, który zadeklarował chęć wykorzystania fabryki w Petersburgu do budowy nowych SUV-ów pod marką Łada. Wtedy też fabrykę przemianowano na Łada Sankt-Petersburg. W kwietniu przedstawiono wynik współpracy z chińskim koncernem FAW Group, model Łada X-Cross, którego produkcja rozpoczęła się latem tego samego roku. W grudniu miały odbyć się dostawy pierwszych egzemplarzy do klientów, jednak na początku 2024 AwtoWAZ ogłosił zarzucenie projektu po budowie 170 sztuk, wycofanie się ze współpracy z FAW i odejście od dotychczasowych planów produkcji chińskich modeli z logo Łady. W zamian z myślą petersburskich zakładach ogłoszono powstanie nowej, drugiej po Ładzie nowej marki koncernu AwtoWAZ – Xcite.
W marcu 2024 potwierdzono ponowną zmianę nazwy petersburskiej fabryki na Awtozawod Sankt-Peterburg, a także przedstawiono model Xcite X-Cross 7 – tym razem zbudowany we współpracy z innym chińskim koncernem, Chery. Jego produkcja rozpoczęła się z myślą o rosyjskim rynku w tym samym miesiącu.

## Modele samochodów

### Obecnie produkowane
- X-Cross 7

### Historyczne
- Nissan X-Trail (2009–2022)
- Nissan Murano (2010–2022)
- Nissan Qashqai (2015–2022)
- Łada X-Cross 5 (2023)